# Blessuretijd
Blessuretijd is de tijd die na afloop van de regulier vastgestelde speeltijd aan een sportwedstrijd wordt toegevoegd. Terwijl blessures en de blessurebehandeling tijdrovend zijn en daardoor vaak bepalend voor de toevoeging, omvat deze extra tijd vaak ook compensatie voor ander oponthoud. Neutrale termen zijn extra tijd en toegevoegde tijd. 
Deze tijd is ingesteld om oponthoud in een wedstrijd niet ten koste te laten gaan van het spel in de reguliere speeltijd. Tijd kan worden bijgevoegd voor allerlei vormen van oponthoud waaronder blessures en het uitvoeren van spelerswisselingen. De tijd kan zowel na afloop van de wedstrijd als na afloop van een deel van de wedstrijd worden toegevoegd. Van blessure- of extra tijd is sprake in verschillende sporten en de tijdsduur wordt bepaald door de scheidsrechter(s). Bij sporten die werken met zuivere speeltijd, zoals hockey en basketbal, is er geen sprake van blessuretijd, omdat de tijd wordt stilgezet bij oponthoud. In het rugby is er geen officiële extra tijd, maar blijft de wedstrijd na elke helft doorlopen tot de bal uit het spel is of er een score valt. Gewoonlijk trapt het team dat voorstaat de bal uit het veld wanneer ze in balbezit zijn na het verstrijken van de 80 reguliere minuten. 
In sommige sporten wordt de term extra tijd ook gebruikt voor de tijd die nodig is om een beslissing te forceren. Ook de Engelse term extra time heeft die betekenis. In Noord-Amerika spreekt men meestal van overtime. Een andere term hiervoor is verlenging, hoewel dit niet verward mag worden met de verlenging om bij een gelijke stand een winnaar te forceren. 

## Voetbal
In het voetbal was het toevoegen van enkele minuten gangbaar; in de praktijk besliste de scheidsrechter hierover, eventueel geholpen door een grensrechter. Niettemin heeft de FIFA hier regels voor en toen die bij het wereldkampioenschap van 2022 consequenter gehanteerd werden, bleek dat de extra tijd vaak tien minuten of meer moest zijn. Eerder had de invoering van de VAR al meer tijdtoevoeging opgeleverd. Doelpunten gescoord in extra tijd worden genoteerd als de laatste minuut van de helft + de extra minuut. Voorbeeld: Een doelpunt in de 2e extra minuut komt op het scoreformulier als 45+2' of 90+2' en dus niet als 47' of 92'.
In de wereldkampioenschappen van 1994 tot en met 2014 was de blessuretijd na de eerste helft gewoonlijk 1½ tot 2½ minuut en na de tweede helft 3 tot 3½ minuut. In 2018 – het eerste WK met VAR – was dat 2 minuut 10 en 5 minuut 2. In 2022 was dat na de eerste drie speeldagen 5 minuut 37 en 9 minuut 23.
De scheidsrechter houdt bij het vaststellen van de extra tijd ('Allowance for time lost') rekening met de volgende aspecten die vastgelegd zijn door de FIFA:
Extra tijd
- wissels
- blessurebehandelingen
- tijdrekken
- afhandeling van sancties door de scheidsrechter (gele en rode kaarten)
- medische time-outs (drinkpauzes et cetera)
- VAR-checks
- elke andere reden (zoals juichen na doelpunten)

## Gebruik van de term
In de Nederlandse kranten tot 1994 die door Delpher gedigitaliseerd zijn, komt de term blessuretijd voor het eerst in 1960 en 1969 voor, elk een keer. Vanaf 1970, met 34 treffers, is de trend opwaarts tot 555 in 1994.